# Sítio do Picapau Amarelo (álbum de 2005)
Sítio do Picapau Amarelo é a trilha sonora da 5ª temporada do série de televisão brasileira de mesmo nome. O álbum foi lançado em 2005 pela Som Livre, pouco antes da estreia da 5ª temporada.

## História
Trilha sonora da 5ª temporada da série de televisão brasileira Sítio do Picapau Amarelo, pela Rede Globo. Estreou no dia 4 de abril de 2005. 

## Lançamento
O álbum foi lançado em 2005 no formato no CD pela gravadora Som Livre, pouco antes da estreia da 5ª temporada da série.

## Faixas
| N.º | Título                       | Intérprete(s)             | Duração |  |
| 1.  | "Sítio do Pica-pau Amarelo"  | Gilberto Gil              |         |  |
| 2.  | "Emília"                     | Pato Fu                   |         |  |
| 3.  | "Patty Pop"                  | Wanessa Camargo           |         |  |
| 4.  | "Zé Carijó"                  | Flávio Venturini          |         |  |
| 5.  | "A Fadinha Tambelina"        | Juliana Vasconcelos       |         |  |
| 6.  | "Sem Medo de Assombração"    | Ney Matogrosso            |         |  |
| 7.  | "Iara Mãe-d'Água"            | Milton Nascimento         |         |  |
| 8.  | "Dona Benta"                 | Elder Costa               |         |  |
| 9.  | "Nós Dois"                   | Jukabala                  |         |  |
| 10. | "O Terrível Pesadelo"        | Leandro Léo               |         |  |
| 11. | "Tristeza do Jeca"           | Zezé Di Camargo & Luciano |         |  |
| 12. | "Descobrindo o Que É o Amor" | Gustavo Pereira           |         |  |